# Campylocentrum puyense
Campylocentrum puyense är en orkidéart som beskrevs av Dodson. Campylocentrum puyense ingår i släktet Campylocentrum och familjen orkidéer. Inga underarter finns listade i Catalogue of Life.